# Kamrák (televíziós sorozat)
A Kamrák (Chambers) egy amerikai horror-websorozat, amelyet Leah Rachel készített. Az első évadot, amely tíz epizódból áll, a Netflixen mutatták be 2019. április 26-án.
2019. június 18-án, egy évad után a Netflix lemondta a sorozatot.

## Szereplők

### Főszereplők
| Színész               | Karakter         | Magyar hang     |
| --------------------- | ---------------- | --------------- |
| Sivan Alyra           | Sasha Yazzie     | Laurinyecz Réka |
| Marcus LaVoi          | Big Frank Yazzie | Törköly Levente |
| Uma Thurman           | Nancy Lefevre    | Für Anikó       |
| Tony Goldwyn          | Ben Lefevre      | Fazekas István  |
| Nicholas Galitzine    | Elliott Lefevre  | Pálmai Szabolcs |
| Kyanna Simone Simpson | Yvonne Perkins   | Pekár Adrienn   |
| Griffin Powell-Arcand | TJ Locklear      |                 |
| Sarah Mezzanotte      | Marnie           | Andrádi Zsanett |
| Lilli Kay             | Penelope Fowler  | Nagy Katica     |

### Visszatérő szereplők
| Színész             | Karakter        |
| ------------------- | --------------- |
| Lilliya Reid        | Becky Lefevre   |
| Lili Taylor         | Ruth Pezim      |
| Matthew Rauch       | Evan Pezim      |
| Jonny Rios          | Ravi Jerome     |
| Michael Stahl-David | Couch Jones     |
| Khan Baykal         | Deacon          |
| Richard Ray Whitman | Harrison Yazzie |
| Patrice Johnson     | Tracey Perkins  |

## Epizódok
| #   | Cím                                                      | Rendező             | Író                           | Premier                             |
| --- | -------------------------------------------------------- | ------------------- | ----------------------------- | ----------------------------------- |
| 1.  | Az ismeretlen kamra (Into the Void)                      | Alfonso Gomez-Rejon | Leah Rachel                   | 2019. április 26. 2019. április 26. |
| 2.  | Jogod van tudni (Right to Know)                          | Alfonso Gomez-Rejon | Akela Cooper                  | 2019. április 26. 2019. április 26. |
| 3.  | Ki vagyok én? (Bad Inside)                               | Ti West             | Leah Rachel és Travis Jackson | 2019. április 26. 2019. április 26. |
| 4.  | Kettő az egyért (2 for 1)                                | Francesca Gregorini | Randy McKinnon                | 2019. április 26. 2019. április 26. |
| 5.  | Gyilkosság? (Murder on My Mind)                          | Dana Gonzales       | Rebecca Kirsch                | 2019. április 26. 2019. április 26. |
| 6.  | Tisztelettel és hálával telve (With Grace and Gratitude) | Sydney Freeland     | Charmaine DeGraté             | 2019. április 26. 2019. április 26. |
| 7.  | Vérkötelék (Trauma Bonding)                              | Geeta V. Patel      | Jason Gavin                   | 2019. április 26. 2019. április 26. |
| 8.  | Egy másik világban (Heroic Dose)                         | Ti West             | Jennifer Yale                 | 2019. április 26. 2019. április 26. |
| 9.  | Altatódal (In the Gloaming)                              | Tony Goldwyn        | Travis Jackson                | 2019. április 26. 2019. április 26. |
| 10. | A fekete kristály (The Crystal Organ)                    | Lucy Tcherniak      | Leah Rachel                   | 2019. április 26. 2019. április 26. |